# 小川真里子
小川 真里子（小川 眞里子、おがわ まりこ、1948年10月 - ）は、日本の科学史家、三重大学名誉教授。

## 来歴
岐阜市生まれ。岐阜県立岐阜高等学校卒。1971年東京大学教養学部基礎科学科卒。1974年同大学院理学研究科科学史科学基礎論修士課程修了。1978年同人文科学研究科比較文学比較文化博士課程中退。1986年三重大学人文学部助教授、1994年教授、2012年特任教授、2015年名誉教授。
2010年科学技術社会論学会・柿内賢信記念賞受賞。2018年日本科学史学会学術賞受賞。

## 著書
- 『フェミニズムと科学/技術』岩波書店(双書科学/技術のゆくえ) 2001
- 『甦るダーウィン 進化論という物語り』岩波書店 2003
- 『病原菌と国家―ヴィクトリア時代の衛生・科学・政治―』名古屋大学出版会、2016[2]

### 共著
- 『科学史の世界』大野誠共編著 丸善 1991.3

### 翻訳
- R.S.ウェストフォール『近代科学の形成』渡辺正雄共訳 みすず書房 1980
- G.ステント『<真理>と悟り 科学の形而上学と東洋哲学』朝日出版社(エピステーメー叢書) 1981
- ロンダ・シービンガー『科学史から消された女性たち アカデミー下の知と創造性』工作舎 1992  ISBN 978-4-87502-207-7
- ロンダ・シービンガー『女性を弄ぶ博物学 リンネはなぜ乳房にこだわったのか？』工作舎 1996  ISBN 978-4-87502-271-8
- L.J.シェパード『ヴェールをとる科学 科学と女性性』服部範子,小田敦子共訳 誠信書房 1997
- P.J.ボウラー『環境科学の歴史』1-2 財部香枝,桑原康子共訳 朝倉書店(科学史ライブラリー) 2002
- ロンダ・シービンガー『ジェンダーは科学を変える!? 医学・霊長類学から物理学・数学まで』東川佐枝美,外山浩明共訳  工作舎  2002  ISBN 978-4-87502-362-3
- ヘルガ・リュープザーメン=ヴァイクマン『科学技術とジェンダー EUの女性科学技術者政策』飯島亜衣共訳 明石書店 2004
- ロンダ・シービンガー『植物と帝国 抹殺された中絶薬とジェンダー』弓削尚子共訳 工作舎 2007  ISBN 978-4-87502-401-9
- アントワネット・ブラウン・ブラックウェル『自然界における両性 雌雄の進化と男女の教育論 飯島亜衣共訳 法政大学出版局(叢書・ウニベルシタス)　2010